# Erich Rosenthal-Pelldram
Erich Rosenthal-Pelldram (* 30. Dezember 1905 in Breslau; † 1989) war ein deutscher Jurist und Verwaltungsbeamter.

## Leben
Rosenthal-Pelldram lernte bis 1924 an der Thomasschule zu Leipzig. Danach absolvierte ein Studium der Rechtswissenschaft, trat 1932 in den Justizdienst, wurde Staatsanwalt in Berlin und ab 1942 Reichskommissar für Preisbildung, wurde zum Kriegsdienst eingezogen und war zuletzt Militärverwaltungsrat. 
Von 1945 bis 1948 war er als Ministerialdirektor Leiter der Abteilung Organisation und Statistik  bei der Deutschen Zentralverwaltung für Justiz in der Sowjetischen Besatzungszone. Im Anschluss an seine Übersiedlung nach Westdeutschland arbeitete er ab 1949 im Personalamt des Vereinigten Wirtschaftsgebietes. Von 1951 bis 1955 war er Generalstaatsanwalt beim Oberlandesgericht Frankfurt am Main und als solcher direkter Vorgänger von Fritz Bauer. Danach fungierte er von 1955 bis 1956 als Ministerialdirektor und anschließend als Staatssekretär von 1956 bis 1967 im Justizministerium des Landes Hessen.

## Ehrungen
- Ehrensenator der Deutschen Hochschule für Verwaltungswissenschaften Speyer
- 1972: Großes Bundesverdienstkreuz
- 1981: Wilhelm-Leuschner-Medaille